# Angelo Miceli
Angelo Miceli (* 1. März 1994 in Montreal, Québec) ist ein italo-kanadischer Eishockeyspieler, der seit April 2025 bei Sønderjysk Elitesport in der dänischen Metal Ligaen unter Vertrag steht.

## Karriere
Angelo Miceli, der als Sohn italienischstämmiger Eltern in Kanada geboren wurde, begann seine Karriere bei Laval-Montréal Rousseau Royal in der Ligue de développement du hockey M18 AAA du Québec. 2011 wurde er von den Tigres de Victoriaville aus der Ligue de hockey junior majeur du Québec verpflichtet, die ihn beim LHJMQ Entry Draft 2010 in der dritten Runde als insgesamt 46. Spieler ausgewählt hatten. 2015 wechselte er zu den St. John’s IceCaps in die American Hockey League, spielte aber auch für deren Farmteam Brampton Beast in der ECHL. 2016 zog er zum ECHL-Klub Greenville Swamp Rabbits weiter. Aber auch dort blieb er nur ein Jahr und ging 2017 zum Ligakonkurrenten Norfolk Admirals. Nach einem kurzen Zwischenstopp bei den Atlanta Gladiators entschloss er sich dazu, in die Heimat seiner Vorfahren zu wechseln und schloss sich im November 2017 dem HC Bozen an, mit dem er 2018 die Österreichische Eishockey-Liga gewann.
Der Italo-Kanadier blieb schließlich bis zum Saisonende 2023/24 eine feste Größe im Team der Südtiroler. Zur darauffolgenden Saison wechselte Miceli zu den Sheffield Steelers in die britische Elite Ice Hockey League. Bereits im November 2024 kehrte der Stürmer nach Italien zurück, als er sich Asiago Hockey anschloss. Dort beendete Miceli die Saison 2024/25. Für das Spieljahr 2025/26 unterzeichnete er einen Einjahresvertrag beim dänischen Erstligisten Sønderjysk Elitesport.

### International
Nach seiner Einbürgerung absolvierte Miceli sein erstes großes Turnier für Italien bei der Weltmeisterschaft 2019 in der Top-Division, in der er auch bei der Weltmeisterschaft 2021 spielte. Nachdem die Italiener 2022 ohne ihn abgestiegen waren, spielte er bei der Weltmeisterschaft 2023 in der Division I. Auch bei der Qualifikation für die Olympischen Winterspiele in Peking 2022 spielte er für Italien.

## Erfolge und Auszeichnungen
- 2018 Gewinn der Österreichischen Eishockey-Liga mit dem HC Bozen

## Karrierestatistik
Stand: Ende der Saison 2023/24

### International
Vertrat Italien bei:
- Weltmeisterschaft 2019
- Weltmeisterschaft 2021
- Qualifikation für die Olympischen Winterspiele 2022
- Weltmeisterschaft der Division IA 2023

(Legende zur Spielerstatistik: Sp oder GP = absolvierte Spiele; T oder G = erzielte Tore; V oder A = erzielte Assists; Pkt oder Pts = erzielte Scorerpunkte; SM oder PIM = erhaltene Strafminuten; +/− = Plus/Minus-Bilanz; PP = erzielte Überzahltore; SH = erzielte Unterzahltore; GW = erzielte Siegtore; 1 Play-downs/Relegation; Kursiv: Statistik nicht vollständig)